# Trent Williams
(en) Statistiques sur pro-football-reference
Trent Williams, né le 19 juillet 1988 à Longview (Texas), est un joueur américain de football américain évoluant au poste de Bloqueur dans la National Football League (NFL).

## Biographie

### Carrière universitaire
Étudiant à l'Université d'Oklahoma, il a joué pour les Sooners de l'Oklahoma de 2006 à 2009.

### Carrière professionnelle
Il est sélectionné lors du repêchage de 2010 de la NFL lors du premier tour, à la 4e position, par les Redskins de Washington.
Le 25 avril 2020, Williams a été échangé aux 49ers de San Francisco en échange d'un choix de cinquième round pour le repêchage de 2020 de la NFL et d'un choix de troisième round pour la draft 2021 de la NFL.